# Siratoba referens
Siratoba referens is een spinnensoort in de taxonomische indeling van de wielwebkaardespinnen (Uloboridae).
Het dier behoort tot het geslacht Siratoba. De wetenschappelijke naam van de soort werd voor het eerst geldig gepubliceerd in 1964 door Muma & Willis J. Gertsch.